# Colnrade
Colnrade is een gemeente in de Duitse deelstaat Nedersaksen. De gemeente maakt deel uit van de Samtgemeinde Harpstedt in het Landkreis Oldenburg. Colnrade telt 728 inwoners.
Colnrade ligt aan de oostoever van de rivier de  Hunte. Zie verder: Samtgemeinde Harpstedt.
- Gemeinsame Normdatei: 7620673-7
- MusicBrainz: cfa6a307-de09-4353-b941-830e95b40b66
- Virtual International Authority File: 239236601

Beckeln · 
Colnrade · 
Dötlingen · 
Dünsen · 
Ganderkesee · 
Groß Ippener · 
Großenkneten · 
Harpstedt · 
Hatten · 
Hude (Oldb) · 
Kirchseelte · 
Prinzhöfte · 
Wardenburg · 
Wildeshausen · 
Winkelsett